# Symbolanthus mathewsii
Symbolanthus mathewsii là một loài thực vật có hoa trong họ Long đởm. Loài này được (Griseb.) Ewan miêu tả khoa học đầu tiên năm 1952.